# Даннинг, Джон Рэй
Джон Рэй Даннинг (англ. John Ray Dunning, 24 сентября 1907[…], Шелби, Небраска — 25 августа 1975[…], Ки-Бискейн, Флорида) — американский физик, участник Манхэттенского проекта. Даннинг специализировался на нейтронной физике и был новатором в области газовой диффузии для разделения изотопов. Декан Факультета инженерии и прикладных наук Колумбийского университета с 1950 по 1969 год.

## Ранние годы
Джон Рэй Даннинг родился 24 сентября 1907 года в Шелби, Небраска, США, в семье Альберта Честера Даннинга, торговца зерном, и его жены Жозефины Даннинг, урождённой Телен. Он окончил среднюю школу Шелби в 1925 году и поступил в Nebraska Wesleyan University, где стал членом братства Phi Kappa Tau. Даннинг получил степень бакалавра искусств в 1929 году.
После окончания университета Даннинг поступил в докторантуру Колумбийского университета. В 1932 году Джеймс Чедвик открыл нейтрон. Открытие повлияло на карьеру Даннинга, поскольку после этого он посвятил свои силы теоретическим и прикладным исследованиям нейтрона. Даннинг был преподавателем в Колумбийском университете с 1929 по 1932 год, и далее — научным сотрудником до 1933 года. Он получил докторскую степень в 1934 году, защитив диссертацию на тему «Испускание и рассеяние нейтронов».
Даннинг женился на Эстер Лоре Блевинс в 1930 году. У них было двое детей. Дочь — Энн Адель. Сын, Джон Рэй-младший, стал профессором физики и астрономии в Государственном университете Сономы.

## Манхэттенский проект
Получив докторскую степень в Колумбийском университете, Даннинг продолжил преподавать, став доцентом в 1935 году. Даннинг был главным специалистом Колумбийского университета в области нейтронных исследований. В период с 1934 по 1938 год он опубликовал 24 статьи по нейтронной физике. Благодаря полученной в 1936 году стипендии, Даннинг имел возможность путешествовать и встречаться со многими выдающимися европейскими физиками-ядерщиками, включая Нильса Бора, Джеймса Чедвика, Энрико Ферми, Вернера Гейзенберга и Эрнеста Резерфорда.
Даннинг внимательно следил за исследованиями Эрнеста Лоуренса на циклотроне. Даннингу нужен был мощный источник нейтронов, а циклотрон казался полезным в качестве такого источника. Государственное финансирование для таких проектов не выделялось, а бюджеты университетов были ограничены. Тем не менее, в 1935 и 1936 годах ему удалось построить циклотрон, используя множество списанных деталей, чтобы хватило лишь частных пожертвований. В 2007 году Колумбийский университет решил утилизировать 70-летнюю атомную установку, бывшую старейшим национальным артефактом ядерной эпохи. После вывода из эксплуатации в 1965 году она хранилась в подвале Пупин-холла на физическом факультете Колумбийского университета. Устройство было списано в 2008 году. Его некоторые компоненты сохранены в Смитсоновском институте в Вашингтоне.
В декабре 1938 года немецкие химики Отто Хан и Фриц Штрассман отправили в журнал Naturwissenschaften рукопись об обнаружении бария после бомбардировки урана нейтронами. Они сообщили о своих результатах Лизе Мейтнер, которая вместе со своим племянником Отто Фришем интерпретировала их как результат ядерного деления. 13 января 1939 года Фриш доказал это предположение экспериментально. Ещё до публикации предположение Лизы Мейтнер и Отто Фриша о результатах Хана и Штрассмана пересекло Атлантический океан. Эту новость привез Нильс Бор, направлявшийся с курсом лекций в Принстонский университет. Физики Исидор Айзек Раби и Уиллис Лэмб из Колумбийского университета, работавшие в Принстоне, услышали её и передали новость в Колумбийский университет. Вскоре ученые в Колумбии решили измерить энергию, выделяющуюся при ядерном делении урана в результате нейтронной бомбардировки. 25 января 1939 года Даннинг был членом команды Колумбийского университета, которая провела первый эксперимент по ядерному делению в Соединенных Штатах. Другими членами команды были Герберт Л. Андерсон, Юджин Т. Бут, Энрико Ферми, Г. Норрис Гласо и Фрэнсис Г. Слэк.
Бор утверждал, что за деление ответственен изотоп урана-235. Даннинг понял, что если Бор прав, то создание атомной бомбы возможно. Его мысли обратились к разработке процесса обогащения урана. К 1940 году он исследовал газовую диффузию, которая, по его мнению, оказалась более эффективной, чем электромагнитный метод Альфреда Нира. Газовая диффузия выводила обогащение урана на промышленный уровень. Группа исследователей из Колумбийского университета стала Лабораторией по производству материалов из сплавов-заменителей (Substitute Alloy Materials Laboratories) для Манхэттенского проекта. Даннинг возглавлял лабораторное подразделение, отвечавшее за программу газовой диффузии, включая инженерные проблемы, пилотные установки и исследования. Четыре статьи, написанные в соавторстве с Джеймсом Рейнуотером, Уильямом В. Хэвенсом-младшим и Ву Цзяньсюн, появились в 1947 и 1948 годах, но многое оставалось засекреченным. Из-за секретности этой работы Даннинг и трое его коллег получили по 300 000 долларов каждый вместо гонорара за патент. Президент США Гарри Трумэн также наградил Даннинга Медалью «За заслуги». Трумэн сказал:

… за исключительно выдающиеся заслуги в военной сфере, за достижения, предполагающие большую ответственность, за научные открытия в связи с разработкой величайшего военного оружия всех времен - атомной бомбы. Как физик — исследователь, он принял ведущее участие на раннем этапе проекта. Позднее он отвечал за важные исследования в лабораториях Манхэттенского проекта, а далее работал советником подрядчика по полномасштабной эксплуатации открытого им процесса. Бескорыстная и непоколебимая преданность своему долгу физика национального значения, доктора Даннинга, внесла значительный вклад в успех проекта атомной бомбы.

## Дальнейшая жизнь
С 1946 года Даннинг преподавал в Колумбийском университете. В первые послевоенные годы он был научным руководителем строительства лабораторий Невиса, совместного проекта Колумбийского университета, Комиссии по атомной энергии США и Управления военно-морских исследований. В 1950 году он стал деканом школы инженерных и прикладных наук. На этом его активная исследовательская карьера закончилась. Он занимался сбором средств для строительства здания, которое впоследствии получило название Сили Уинтерсмит Мадд (Seeley Wintersmith Mudd Building) и пристройки инженерного центра. К моменту ухода с поста декана в 1969 году он собрал для строительства 50 миллионов долларов.
В 1950-е годы Даннинг консультировал президента Дуайта Эйзенхауэра и контр-адмирала Хаймана Риковера, руководителя проекта ВМФ по созданию атомных кораблей. Даннинг был избран членом Национальной академии наук США в 1948 году и включен в пантеон Фи Каппа Тау. На протяжении многих лет он был председателем Консультативного комитета по научным кадрам Совета по образованию города Нью-Йорка, Президентского комитета по сверхзвуковому транспорту и Научного консультативного совета Законодательного собрания штата Нью-Йорк. Он был членом правления Американской ассоциации содействия развитию науки и научно-консультативного комитета Министерства обороны.
Даннинг неоднократно выступал с публичными докладами о ядерной энергии и часто появлялся на телевидении и радио. Он помог написать комикс «Блонди и Дагвуд», в котором простыми словами объяснялась ядерная энергия. Однажды во время научно-популярной демонстрации он выпил облученную соленую воду и при помощи счётчика Гейгера показал аудитории, как его пальцы оставались радиоактивными, пока натрий-24 с периодом полураспада 15 часов циркулировал в его крови.
Даннинг умер от сердечного приступа в своем доме в Ки-Бискейн, штат Флорида, 25 августа 1975 года. Он был похоронен на Северном кладбище в Шермане, штат Коннектикут. Его могила располагалась недалеко от его второго дома.

## Избранные публикации
- John R. Dunning The Emission and Scattering of Neutrons, Phys. Rev. Volume 45, Issue 9, 586—600 (1934). Institutional citation: Department of Physics, Columbia University. Received 5 March 1934.
- H. L. Anderson, E. T. Booth[англ.], J. R. Dunning, E. Fermi, G. N. Glasoe[англ.], and F. G. Slack[англ.] The Fission of Uranium, Phys. Rev. Volume 55, Number 5, 511—512 (1939). Institutional citation: Pupin Physics Laboratories, Columbia University, New York, New York. Received 16 February 1939.
- E. T. Booth, J. R. Dunning, and F. G. Slack Delayed Neutron Emission from Uranium, Phys. Rev. Volume 55, Number 9, 876—876 (1939). Institutional citation: Department of Physics, Columbia University, New York, New York. Received 17 April 1939.
- E. T. Booth, J. R. Dunning, and F. G. Slack Energy Distribution of Uranium Fission Fragments, Phys. Rev. Volume 55, Number 10, 981—981 (1939). Institutional citation: Pupin Physics Laboratories, Columbia University, New York, New York. Received 1 May 1939.
- E. T. Booth, J. R. Dunning, and G. N. Glasoe Range Distribution of the Uranium Fission Fragments, Phys. Rev. Volume 55, Issue 10, 982—982 (1939). Institutional citation: Pupin Physics Laboratories, Columbia University, New York, New York. Received 1 May 1939.
- A. O. Nier, E. T. Booth, J. R. Dunning, and A. V. Grosse Nuclear fission of separated uranium isotopes, Phys. Rev. Volume 57, Issue 6, 546—546 (1940). Received 3 March 1940. Booth, Dunning, and Grosse were identified as being at Columbia University, New York, New York. Nier was identified as being at the University of Minnesota, Minneapolis, Minnesota.
- A. O. Nier, E. T. Booth, J. R. Dunning, and A. V. Grosse Further experiments on fission of separated uranium isotopes, Phys. Rev. Volume 57, Issue 8, 748—748 (1940). Received 13 April 1940. Booth, Dunning, and Grosse were identified as being at Columbia University, New York, New York. Nier was identified as being at the University of Minnesota, Minneapolis, Minnesota.
- E. T. Booth, J. R. Dunning, A. V. Grosse, and A. O. Nier Neutron Capture by Uranium (238), Phys. Rev. Volume 58, Issue 5, 475—476 (1940). Received 13 August 1940. Booth, Dunning, and Grosse were identified as being at Columbia University, New York, New York. Nier was identified as being at the University of Minnesota, Minneapolis, Minnesota.
- A. V. Grosse, E. T. Booth, and J. R. Dunning The Fourth (4n+1) Radioactive Series, Phys. Rev. Volume 59, Issue 3, 322—323 (1941). Institutional citation: Pupin Physics Laboratories, Columbia University, New York, New York. Received 11 January 1941.